# Беннетт, Джон (дайвер)
Джон Беннетт (англ. John Bennett; 7 марта 1959, Портсмут — 15 марта 2004) — британский технический дайвер, первый совершивший глубоководное погружение глубже 1000 футов — его рекорд составил при этом 1010 футов или 308 метров.

## Биография
Карьеру Джон начал военнослужащим парашютно-десантного подразделения в британской армии. После увольнения из армии активно путешествовал и в итоге в Австралии организовал собственные курсы для дайверов. В 1994 году он оказался на Филиппинах. Технический дайвинг только начинал развиваться и он присоединился к школе Capt’n Greggs Dive School. В последующие годы он стал широко известен благодаря своим инновационным подходам к обучению и стремлению расширить пределы максимальной глубины погружения.
В 2000 году Беннетт основал школу технических дайверов Atlantis Tech на филиппинском курорте «Atlantis Dive Resort».
Сам Беннетт обучался у другого известного дайвера Марка Эллиатта, который в декабре 2003 года совершил погружение на глубину 313 метров.
После 2001 года Беннетт покинул Филиппины и перевёз семью в австралийский город Порт-Дуглас (англ.), но сохранил свои интересы на Филиппинах в Atlantis Tech.
После смерти в 2004 году у Джона осталась супруга Габби (Gabby) и двое маленьких детей — Джош (Josh) и Кэти (Katie).

## Достижения
В 1998 году в Азии он побил мировой рекорд по глубине погружения, опустившись до 123 метра.
В 1999 он вместе со своим напарником по школе Capt’n Greggs — Брюсом (Bruce) про прозвищу «Chuck» он совершил погружение в открытой воде на глубину 200 метров. Оба дайвера успешно вернулись на поверхность.
5 июня 2000 году Джон Беннетт устанавливает новый мировой рекорд глубины погружения — 254 метра (833 фута).
После многих месяцев тренировок и отработок погружения с командой поддержки 6 ноября 2001 года у берегов острова Миндоро он погрузился на глубину 1010 футов или 308 метров. Этот рекорд был зафиксирован в Книге рекордов Гиннесса, а также зафиксирован в документальном фильме производства National Geographic под названием «Into the Deep». Команда поддержки Джона на этом погружении состояла из друзей и его студентов, которых он персонально тренировал в течение нескольких лет, многих из которых он приглашал помогать на предыдущие рекордные погружения.

## Гибель
15 марта 2004 в Южной Корее Джон совершал по заказу страховой компании погружение на затонувший корабль, но на поверхность в срок не вернулся. В 2006 году он был официально признан погибшим. Тело его не было найдено.